# Кизил-Даг
Кизил-Даг — сільське поселення (сумон) Бай-Тайгинського кожууна Республіки Тива Російської Федерації. До складу сумона входить село Кизил-Даг, яке, водночас, має статус центру сумона.

## Населення
| Рік    | 2011 | 2012 | 2013 | 2014 | 2015 |
| ------ | ---- | ---- | ---- | ---- | ---- |
| Насел. | 1073 | 1090 | 1089 | 1113 | 1110 |